# Rita Grande
Rita Grande (Napulj, Italija, 23. ožujka 1975.) je bivša talijanska tenisačica. 

## Teniska karijera
Rita je profesionalnu tenisku karijeru započela 1990. godine. Tijekom karijere, Grande se posebice isticala u igri parova tako da je igrala u 12 finala od čega ih je osvojila pet. S talijanskom reprezentacijom je nastupala na Fed Cupu te na dvije olimpijade (1996. u Atlanti i 2000. u Sydneyju). Najveći uspjeh na Grand Slamu ostvarila je 2004. godine na Australian Openu kada je u konkurenciji mješovitih parova zajedno s Martínom Rodríguezom stigla do polufinala turnira.
Karijeru je prekinula u listopadu 2005. zbog ozljede lakta. Nakon sportskog umirovljenja, radila je kao teniska komentatorica.

## WTA finala

### Pojedinačno (3:1)
| Ishod   | Datum               | Turnir               | Podloga         | Protivnik               | Rezultat      |
| ------- | ------------------- | -------------------- | --------------- | ----------------------- | ------------- |
| Poraz   | 11. siječnja 1999.  | Hobart, Australija   | beton           | Chanda Rubin            | 2–6, 3–6      |
| Pobjeda | 8. siječnja 2001.   | Hobart, Australija   | beton           | Jennifer Hopkins        | 0–6, 6–3, 6–3 |
| Pobjeda | 15. listopada 2001. | Bratislava, Slovačka | beton (dvorana) | Martina Suchá           | 6–1, 6–1      |
| Pobjeda | 31. ožujka 2003.    | Casablanca, Maroko   | zemlja          | Antonella Serra Zanetti | 6–2, 4–6, 6–1 |

### Parovi (5:7)
| Ishod   | Datum               | Turnir                       | Podloga         | Partner         | ProtivniCI                   | Rezultat         |
| ------- | ------------------- | ---------------------------- | --------------- | --------------- | ---------------------------- | ---------------- |
| Poraz   | 30. travnja 1990.   | Taranto, Italija             | zemlja          | Silvia Farina   | E. Bryukhovets E. Maniokova  | 6–7, 1–6         |
| Poraz   | 10. veljače 1997.   | Pariz, Francuska             | beton (dvorana) | Alexandra Fusai | Martina Hingis Jana Novotná  | 3–6, 0–6         |
| Pobjeda | 14. lipnja 1999.    | 's-Hertogenbosch, Nizozemska | trava           | Silvia Farina   | Cara Black Kristie Boogert   | 7–5, 7–6         |
| Poraz   | 3. siječnja 2000.   | Gold Coast, Australija       | beton           | S. Appelmans    | Julie Halard Ana Kurnjikova  | 3–6, 0–6         |
| Pobjeda | 10. siječnja 2000.  | Hobart, Australija           | beton           | Émilie Loit     | Kim Clijsters Alicia Molik   | 6–2, 2–6, 6–3    |
| Pobjeda | 10. srpnja 2000.    | Palermo, Italija             | zemlja          | Silvia Farina   | R. Dragomir Virginia Ruano   | 6–4, 0–6, 7–6(6) |
| Poraz   | 17. srpnja 2000.    | Sopot, Poljska               | zemlja          | Åsa Svensson    | Virginia Ruano Paola Suárez  | 5–7, 1–6         |
| Poraz   | 16. listopada 2000. | Šangaj, Kina                 | beton           | M. Shaughnessy  | Lilia Osterloh T. Tanasugarn | 5–7, 1–6         |
| Pobjeda | 1. siječnja 2001.   | Auckland, Novi Zeland        | beton           | Alexandra Fusai | E. Gagliardi Barbara Schett  | 7–6(4), 6–3      |
| Poraz   | 2. travnja 2001.    | Porto, Portugal              | zemlja          | Alexandra Fusai | M.J. Martínez Anabel Medina  | 1–6, 7–6(5), 5–7 |
| Pobjeda | 7. siječnja 2002.   | Hobart, Australija           | beton           | Tathiana Garbin | C. Barclay C. Wheeler        | 6–2, 7–6(3)      |
| Poraz   | 19. svibnja 2003.   | Madrid, Španjolska           | zemlja          | A. Widjaja      | Jill Craybas Liezel Huber    | 4–6, 6–7(6)      |

## Vanjske poveznice
- Profil tenisačice na WTA Tennis.com
- Profil tenisačice na FedCup.com  Arhivirana inačica izvorne stranice od 7. siječnja 2014. (Wayback Machine)